# Гризетка

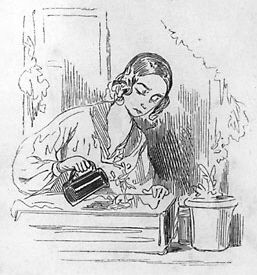
Гризетка.

Гризе́тка (фр. grisette) — молода дівчина (швачка, хористка, майстриня і т. ін.) не дуже суворих правил. Як неологізм слово введене у французьку мову в XVII ст. Назва від франц. gris — сірий, оскільки гризетки носили сукні сірого кольору.

## У паризькій богемі
У першій чверті ХХ століття термін «гризетка» також став більш конкретно позначати незалежних молодих жінок, які часто працюють швачками або помічницями мірошників, які відвідували богемні мистецькі та культурні заклади Парижа. Вони формували стосунки з художниками та поетами, більш віддані, ніж проституція, але менш віддані, ніж коханки. Багато гризет працювали моделями художників, часто надаючи художникам сексуальні послуги на додаток до позування. За часів короля Луї-Філіпа вони стали домінувати на богемній модельній сцені. Хоча моделі-гризетки сприймалися як авантюрні, незалежні та такі, що живуть лише сьогоднішнім днем, вони шукали не лише економічної підтримки, але й емоційної та мистецької підтримки у своїх стосунках з богемними чоловіками. 

## В культурі
Гризеткам французький письменник Шарль-Поль де Кок (1794—1871) присвятив новелу (1837).